# Diplopterys peruviana
Diplopterys peruviana là một loài thực vật có hoa trong họ Malpighiaceae. Loài này được (Nied.) W.R.Anderson & C.Davis mô tả khoa học đầu tiên năm 2006.